# Defiance (série télévisée)
Pour les articles homonymes, voir Defiance.
Defiance ou Défiance au Québec est une série télévisée américano-canadienne en 39 épisodes de 43 minutes développée par Rockne S. O'Bannon et diffusée entre le 15 avril 2013 et le 28 août 2015 sur Syfy aux États-Unis et sur Showcase au Canada.
En France, la série est diffusée depuis le 16 avril 2013 sur Syfy, la première saison ayant été diffusée 24 heures après sa diffusion aux États-Unis et au Québec, à partir du 25 février 2014 sur Ztélé. Néanmoins, elle reste encore inédite dans les autres pays francophones.
La série évolue en même temps que le jeu vidéo du même nom, le projet étant commun à Syfy et à l'éditeur de jeux vidéo Trion Worlds.
Les langues construites utilisées dans la série ont été créées par le linguiste David J. Peterson.

## Synopsis
Dans un futur proche, des extraterrestres appelés les Votans arrivent près de la Terre dans l'espoir de pouvoir s'y installer. Leur système solaire a été détruit et ils n'ont pas d'autre choix que notre planète. Restés en orbite pendant six ans de négociations infructueuses avec les gouvernements terriens et leurs réserves presque épuisées, les Votans déclarent la guerre aux humains.
Cette guerre va faire beaucoup de dégâts sur les vaisseaux de terraformation Votans, entraînant une transformation radicale de la planète, qui est devenue dangereuse autant pour les humains que pour leurs ennemis. Après trente ans de guerre, le monde a changé, humains et Votans apprennent à cohabiter.
Les conflits terminés, Joshua Nolan revient en 2046 dans sa ville natale de Saint-Louis (Missouri) désormais rebaptisée Defiance. Ancien militaire dans l'armée humaine, il devient justicier dans ce mélange d'humains et de toutes sortes d'extraterrestres. Il va tenter de protéger la ville contre les affrontements entre humains et extraterrestres, mais aussi contre les menaces extérieures et militaires.

## Distribution

### Acteurs principaux
- Grant Bowler (VF : Éric Aubrahn) : Joshua Nolan
- Julie Benz (VF : Juliette Degenne) : Amanda Rosewater
- Tony Curran (VF : Cyrille Monge) : Datak Tarr
- Jaime Murray (VF : Charlotte Marin) : Stahma Tarr
- Stephanie Leonidas (VF : Karine Foviau) : Irisa
- Graham Greene (VF : Philippe Catoire) : Rafe McCawley (saisons 1 et 2, invité saison 3)
- Mia Kirshner (VF : Véronique Desmadryl) : Kenya Rosewater (principal saison 1, invitée saison 2)
- Jesse Rath (VF : Hervé Grull) : Alak Tarr (récurrent saison 1, principal saisons 2 et 3)
- James Murray (VF : Pierre-François Pistorio) : Niles Pottinger, le nouveau maire de Defiance (saison 2, invité saison 3)
- Anna Hopkins (VF : Barbara Beretta) : le soldat Jessica « Berlin » Rainier, de la république de la Terre (principale saisons 2 et 3)
- Nichole Galicia (VF : Fily Keita) : Kindzi (principale saison 3)

### Acteurs récurrents
- Dewshane Williams (VF : Namakan Koné) : Tommy (saisons 1 et 2)
- Trenna Keating (en) (VF : Catherine Desplaces) : Doc Yewll (saisons 1, 2 et 3)
- Nicole Muñoz (VF : Flora Kaprielian) : Christie McCawley (futur Christie Tarr) (saisons 1 et 2, invité saison 3)
- Justin Rains (VF : Benjamin Gasquet) : Quentin McCawley (saisons 1 et 2, invité saison 3)
- Noah Danby (en) (VF : Serge Biavan) : Sukar (saisons 1 et 2)
- Brittany Allen (VF : Edwige Lemoine) : Tirra (saison 1)
- Fionnula Flanagan (VF : Marie-Martine) : Nicolette « Nicky » Riordan (saison 1)
- Tiio Horn (VF : Stéphanie Lafforgue) : Rynn (saison 1, invitée saison 2)
- Douglas Nyback (VF : Vincent de Bouard) / (VF : Adrien Larmande) (1re voix) puis (VF : Taric Mehani) (2e voix, saison 2) puis (VF : Jérémy Prévost) (3e voix, saison 3) : Ben (3 épisodes, invité saisons 1 et 3) / le sergent Frei Poole (saisons 2 et 3)
- Kristina Pesic (VF : Cindy Lemineur) : Deirdre Lamb (saison 2)
- Linda Hamilton (VF : Véronique Augereau) : Pilar McCawley, femme de Rafe McCawley (saisons 2 et 3)
- William Atherton (VF : Marc Perez) : Viceroy Mercado, High-Ranking de la république de la Terre (saison 2)
- Robin Dunne (VF : Pierre Tessier) : Miko / Kai (saison 1 et 2)
- Ryan Kennedy (VF : Jérôme Keen) : Josef (saison 2)
- America Olivo (VF : Claire Morin) : Alethea (saison 2)
- Lee Tergesen (VF : Pascal Germain) : le général Rahm Tak (saison 3)
- Conrad Coates (en) (VF : Frantz Confiac) : T’evgin (saison 3)
- Billy MacLellan (VF : Fabien Jacquelin) : le lieutenant « Bebe » Beckman (saison 3)
- Rainbow Sun Francks (VF : Éric Marchal) : Uno (saison 3)
- Demore Barnes (VF : Anatole Thibault) : Dos (saison 3)
Version française
  - Société de doublage : Mediadub International[6],[7]
  - Direction artistique : Éric Sola[7]
  - Adaptation des dialogues : Pierre Valmy et Blandine Gaydon[7]

 Source et légende : version française (VF) sur RS Doublage et Doublage Séries Database

## Production

### Développement
Kevin Murphy, Darren Swimmer, Todd Slavkin reprennent leur rôle de producteur exécutif et Michael Taylor comme producteur consultant pour la deuxième saison.[réf. souhaitée]
Le 10 mai 2013, la série a été renouvelée pour une deuxième saison de treize épisodes.
Le 25 septembre 2014, la série a été renouvelée pour une troisième saison de treize épisodes.
Le 16 octobre 2015, la série est annulée.

### Attribution des rôles
Les rôles principaux de la série ont été attribués dans cet ordre : Grant Bowler, Julie Benz, Tony Curran, Jaime Murray, Stephanie Leonidas, Graham Greene, Mia Kirshner et Fionnula Flanagan.
Les rôles récurrents ont été attribués dans cet ordre : Jesse Rath, Justin Rains, Nicole Munoz, Dewshane Williams, Peter MacNeill et Brittany Allen.
En juillet 2013, James Murray a obtenu un rôle principal lors de la deuxième saison.
Entre septembre 2013 et août 2014, William Atherton, Anna Hopkins, Linda Hamilton, America Olivo, Ryan Kennedy, Kristina Pesic et Robin Dunne ont obtenu un rôle récurrent lors de la deuxième saison.
Pour la troisième saison, Lee Tergesen, Conrad Coates (en) et Nichole Galicia ont obtenu un rôle récurrent.

### Tournage
La première saison a été tournée à Toronto, au Canada.
Le tournage de la deuxième saison a débuté le 12 août 2013 toujours à Toronto, au Canada, et le troisième a débuté le 2 février 2015.

### Fiche technique
- Titre original et français : Defiance
- Titre québécois : Défiance
- Réalisation : Scott Charles Stewart[26] (pilote), Michael Nankin
- Scénario : Rockne S. O'Bannon, Michael Taylor (en), Kevin Murphy (en) et Anupam Nigam
- Direction artistique : Susan Parker
- Décors : Christina Kuhnigk
- Costumes : Simonetta Mariano
- Photographie : Thomas Burstyn
- Montage : Andrew Sekir, Stephen Mark et Patrick McMahon
- Musique : Bear McCreary
- Casting : Lisa Parasyn, Jon Comerford, Libby Goldstein et Junie Lowry Johnson
- Production : Anupam Nigam et Michael Nankin ; Ryan Greig, Brian A. Alexander, Amanda Alpert Muscat et John Paul Bullock III (associés)
  - Production exécutive : Rockne S. O’Bannon, Kevin Murphy et Michael Taylor
- Sociétés de production : Trion Worlds et Universal Cable Productions
- Sociétés de distribution : Syfy
- Budget : 60 millions de dollars (soit 5 millions par épisode)[réf. nécessaire]
- Pays d'origine :  États-Unis,  Canada
- Langue originale : anglais
- Format : couleur - 35 mm - 1,78:1 - son stéréo
- Genre : science-fiction, action, politique
- Durée : 43 minutes

 Sauf indication contraire, les informations mentionnées dans cette section peuvent être confirmées par la base de données cinématographiques IMDb,  présente dans la section « Liens externes ».

## Épisodes

### Première saison (2013)
La première saison, composée de douze épisodes en version originale et de treize en version française, incluant l'épisode pilote en deux parties,, a été diffusée du 15 avril au 8 juillet 2013 sur Syfy, aux États-Unis.
1. Un nouveau monde, Première Partie (Pilot: Part One)
2. Un nouveau monde, Deuxième Partie (Pilot: Part Two)
3. Le Silence des morts (Down in the Ground Where the Dead Men Go)
4. Vengeance irathienne (The Devil in the Dark)
5. Une question de respect (A Well Respected Man)
6. L'Œuf du serpent (The Serpent's Egg)
7. Frères d'armes (Brothers in Arms)
8. La Pluie d'acier (Goodby Blue Sky)
9. D'une autre époque (I Just Wasn't Made for These Times)
10. L'Épidémie (If I Ever Leave This World Alive)
11. À visage découvert (The Bride Wore Black)
12. La Machine à tuer (Past Is Prologue)
13. L'Ange de la mort (Everything Is Broken)

Note : Le premier épisode de cette saison, d'une durée exceptionnelle de 90 minutes en version originale,,, a été diffusé en deux parties lors de sa diffusion française.

### Deuxième saison (2014)
Elle a été diffusée du 19 juin au 28 août 2014 sur Syfy aux États-Unis et sur Showcase au Canada.
1. Une ville sous contrôle (The Opposite of Hallelujah)
2. Rancœur (In My Secret Life)
3. Meurtres en série (The Cord and the Ax)
4. Sacrifice (Beasts of Burden)
5. Hallucinations (Put the Damage On)
6. Pour la bonne cause (This Woman's Work)
7. Œil pour œil (If You Could See Her Through My Eyes)
8. Un choix difficile (Slouching Towards Bethlehem)
9. Souvenirs volés (Painted From Memory)
10. Vingt mille lieues sous la terre (Bottom of the World)
11. Jalousie meurtrière (Doll Parts)
12. La Dernière Heure (All Things Must Pass)
13. Les Clés du Kaziri (I Almost Prayed)

### Troisième saison (2015)
Elle a été diffusée du 12 juin au 28 août 2015 sur Syfy aux États-Unis et du 14 juin au 30 août 2015 sur Showcase au Canada.
1. Defiance dans les ténèbres (The World We Seize)
2. Des ennemis sanguinaires (Last Unicorns)
3. La Trahison des Tarr (Broken Bough)
4. Silence radio (Dead Air)
5. Unis jusqu'à la mort (History Rhymes)
6. Esprit de famille (Where the Apples Fell)
7. Des armes pour Defiance (The Beauty of Our Weapons)
8. La Victoire à portée de main (My Name Is Datak Tarr and I Have Come to Kill You)
9. Le Clone de Yewl (Ostinato in White)
10. La Faible lueur de la raison (When Twilight Dims the Sky Above)
11. L'Heure de la vengeance (Of a Demon in My View)
12. Le Réveil (The Awakening)
13. Vaincre ou mourir (Upon the March We Fittest Die)

## Accueil

### Audiences

#### Aux États-Unis
La diffusion du pilote a attiré 2,73 millions de téléspectateurs à 21 h ainsi que 1,27 million de téléspectateurs lors de sa rediffusion à 23 h.
L'épisode est devenu le meilleur démarrage de la chaîne pour une série en battant le record de Eureka en 2006 sur les 18-49 ans (1,3 million de téléspectateurs) et les 18-34 ans (479 000 téléspectateurs).[réf. nécessaire]

#### Au Canada
La diffusion du pilote a attiré 500 000 téléspectateurs lors de sa première à 22 h, dont 250 000 téléspectateurs parmi les adultes de 25 à 54 ans.

#### En France
La diffusion du pilote a attiré 293 000 téléspectateurs lors de sa première à 22 h 15 sur Syfy France. La série réalise un nouveau record d’audience pour la chaîne.

## Jeu vidéo
Un jeu vidéo sur consoles de jeu et gratuit sur ordinateur, a été réalisé. Il est édité par Trion Worlds.
Le projet étant une innovation collaborative de l'éditeur de jeux vidéo Trion Worlds et de la chaîne Syfy, mettant en place un univers commun à deux médias (l'un télévisuel, l'autre vidéoludique) que chacun exploite différemment, l'un n'est pas le produit dérivé de l'autre comme c'est habituellement le cas lors de l'exploitation des licences.
Dans le jeu vidéo, il est possible de retrouver les personnages principaux de la série mais en tant que personnages secondaires, laissant le champ libre de l'intrigue aux joueurs.

## Produits dérivés

### Sorties DVD et Blu-ray
- Le coffret de la première saison est disponible en DVD et Blu-ray depuis le 18 juillet 2013 en zone 2. Il est édité par Universal Pictures et contient les treize épisodes, répartis sur quatre disques (Blu-ray) et cinq disques (DVD).
- Les seconde et troisième saisons sont sorties en DVD et Blu-ray respectivement le 28 octobre 2014 et le 1er décembre 2015 toujours chez Universal Pictures.